# 薩納加斯塔縣

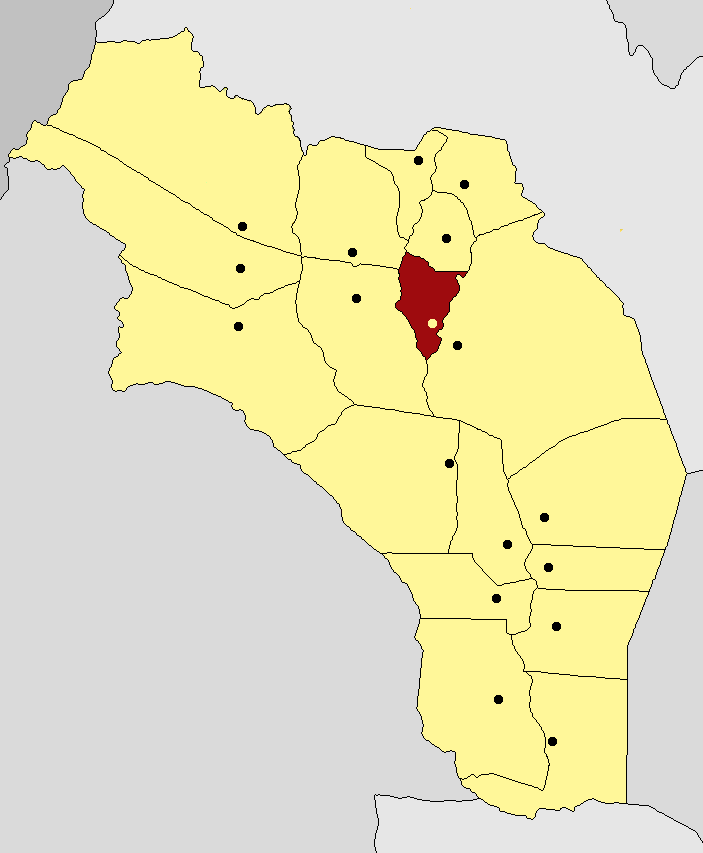

29°16′56″S 67°1′16″W / 29.28222°S 67.02111°W
薩納加斯塔縣（西班牙語：Departamento Sanagasta），是阿根廷的縣份，位於該國西北部拉里奧哈省，首府設於薩納加斯塔鎮，面積1,711平方公里，2010年人口2,345，人口密度每平方公里1.37人。